# Georges Bourgin
Pour les articles homonymes, voir Bourgin.
Nicolas Georges Marie Bourgin, né le 17 mars 1879 à Nevers et mort le 17 septembre 1958 à Choisy-au-Bac, est un archiviste et historien français. Il est le fondateur de l'Institut français d'histoire sociale (IFHS) avec Édouard Dolléans.

## Biographie
Georges Bourgin est le fils de Guillaume Bourgin (1843-1919) et de Jeanne Bourgin, née Gertner (1855-1916). Il est le frère de l'homme politique Hubert Bourgin et le père de François Bourgin, préfet de la Région Corse, du Finistère et du Val-d'Oise.
Lauréat du concours général (1896), Georges Bourgin est licencié ès lettres et licencié en droit, puis diplômé de l'École des chartes en 1903. Il est alors nommé à l'École française de Rome, puis aux Archives nationales où il fait toute sa carrière jusqu'en 1944. Il venait d'être mis à la retraite en juillet 1944, lorsque le gouvernement provisoire le chargea de la direction  qu'il assuma jusqu'au mois d'octobre de la même année et à l'issue de laquelle il reçut le titre de directeur honoraire des Archives de France.
Il publie plusieurs ouvrages sur la révolution de 1848, la Commune de Paris (1871), le socialisme, la Troisième République, et également des ouvrages sur le monde des archives. Il est le premier président de l'Institut français d'histoire sociale, qu'il a contribué à fonder avec Édouard Dolléans en 1948.
Il publie de nombreux articles [lire en ligne] dans les Annales, la  Bibliothèque de l'École des chartes, l'Annuaire de l'École pratique des hautes études, la Gazette des archives, la  Revue d'Histoire du XIXe siècle.
Il est commandeur de l'Ordre des Palmes académiques (1939), commandeur de l'Ordre de la Légion d’honneur (dont la cravate lui fut remise par Lucien Fèbvre), commandeur de l'Ordre des Arts et des Lettres, membre de l’Académie des Lyncéens (Rome), chevalier de l'Ordre de la couronne d’Italie et de l’Ordre de Léopold (Belgique).
Ses archives personnelles sont conservées aux Archives nationales, sous la cote 651AP.

## Publications
- Les Archives pontificales et l'histoire moderne de la France, 1906.
- Histoire de la Commune, « Bibliothèque socialiste », 1907.
- Le Comité de législation, étude sur un fonds juridique des Archives nationales, 1911.
- Le Socialisme français de 1789 à 1848, 1912.
- Hubert Bourgin et Georges Bourgin, L'industrie sidérurgique en France au début de la révolution, 1920 (lire en ligne)
- Procès-verbaux de la Commune de 1871, édition critique (avec Gabriel Henriot), 2 vol. Paris, 1924-1945.
- Les Sources manuscrites de l'histoire religieuse de la France moderne, 1925.
- L'Insurrection parisienne et la prise de la Bastille, 1946.
- 1848, naissance et mort d'une République, 1947.
- Histoire de la libération de la France, 1947.
- 1848 et les révolutions du XIXe siècle, 1948.
- Le Socialisme (avec Pierre Rimbert), 1949 , coll. « Que sais-je ? », No 387, P.U.F.
- Jaurès, 1952.
- La Commune, 1953, coll. « Que sais-je ? », No 581, P.U.F.
- Histoire du mouvement anarchiste en France, 1955.
- La Troisième République, 1870-1914, 1967.

## Distinctions
- Commandeur de l'ordre des Palmes académiques
- Commandeur de l'ordre des Arts et des Lettres
- Commandeur de la Légion d'honneur